# 52e division d'infanterie (Royaume-Uni)
Pour les articles homonymes, voir 52e division.
La 52e division d'infanterie (Lowland) est une division d'infanterie de l'armée britannique formée à l'origine sous le nom de division Lowland en 1908, dans le cadre de la Force territoriale. Elle devint plus tard la 52e division (Lowland) en 1915. La division a combattu pendant la Première Guerre mondiale avant d'être dissoute avec le reste de la Force territoriale en 1920.
La force territoriale fut ensuite réformée en tant qu'armée territoriale avant de reprendre du service pendant l'entre-deux-guerres en tant que 52e division d'infanterie (Lowland) — une division d'infanterie  de l'armée territoriale de 1re ligne — et continua à servir pendant la Seconde Guerre mondiale.
En décembre 1947, la formation fusionna avec la 51e division d'infanterie pour devenir la 51e / 52e division écossaise, avant d'être séparées en mars 1950. La 52e division (Lowland) sera finalement dissoute en 1968.

## Officier général commandant
| Nommé              | Officier général commandant                     |
| ------------------ | ----------------------------------------------- |
| Avril 1908         | Brigadier-général Henry Kelham                  |
| Mars 1910          | Major-général James Spens                       |
| 21 mars 1914       | Major-général Granville GA Egerton              |
| 17 septembre 1915  | Major-général Herbert A. Lawrence               |
| 27 juin 1916       | Brigadier-général H. G. Casson (par intérim)    |
| 11 juillet 1916    | Major-général Wilfrid E. B. Smith               |
| 11 septembre 1917  | Général de division John Hill                   |
| 23 septembre 1918  | Major-général Francis J. Marshall               |
| Juin 1919          | Major-général Sir Philip R. Robertson           |
| Juin 1923          | Major-général Hamilton Lyster Reed              |
| Juin 1927          | Major-général Sir Henry F. Thuillier            |
| Mars 1930          | Major-général Walter J. Constable-Maxwell-Scott |
| Mars 1934          | Major-général Andrew J. McCulloch               |
| Septembre 1935     | Major-général Victor Fortune                    |
| Août 1936          | Major-général Sir Andrew J. McCulloch           |
| Mars 1938          | Major-général James S. Drew                     |
| 29 mars 1941       | Major-général Sir John E. Laurie                |
| 1er septembre 1942 | Brigadier G. P. Miller (par intérim)            |
| 11 septembre 1942  | Major-général Neil Ritchie                      |
| 11 novembre 1943   | Brigadier Edmund Hakewill-Smith (par intérim)   |
| 19 novembre 1943   | Major-général Edmund Hakewill-Smith             |
| 1946               | Major-général Edmund Hakewill-Smith             |
| Décembre 1948      | Major-général Robert Urquhart                   |
| Février 1950       | Major-général George H. Inglis                  |
| 1952               | Major-général R. George Collingwood             |
| Octobre 1955       | Major-général Rohan Delacombe                   |
| Octobre 1958       | Major-général John FM Macdonald                 |
| Octobre 1961       | Major-général John Frost                        |
| Février 1964       | Major-général Henry L. E. C. Leask              |
| Mai 1966 - 1968    | Major-général F. James Bowes-Lyon               |